# Lista de aviões
Esta é uma lista de aviões que se encontra ordenada alfabeticamente, a começar com o nome do fabricante ou do designer, quando for o caso.
Trata-se de uma relação inclusiva, o que significa que o mesmo avião pode aparecer listado mais de uma vez, se for conhecido por nomes direrentes.
Lista de aviões: Pré-1914 | A-B | C-D | E-H | I-M | N-S | T-Z